# Mauchamps
Mauchamps és un municipi francès, situat al departament de l'Essonne i a la regió de Illa de França. L'any 2007 tenia 289 habitants.
Forma part del cantó de Dourdan, del districte d'Étampes i de la Comunitat de comunes Entre Juine et Renarde.

## Demografia

### Població
El 2007 la població de fet de Mauchamps era de 289 persones. Hi havia 100 famílies, de les quals 8 eren unipersonals (8 homes vivint sols), 32 parelles sense fills, 52 parelles amb fills i 8 famílies monoparentals amb fills.
La població ha evolucionat segons el següent gràfic:
Habitants censats

### Habitatges
El 2007 hi havia 108 habitatges, 100 eren l'habitatge principal de la família, 4 eren segones residències i 4 estaven desocupats. 107 eren cases i 1 era un apartament. Dels 100 habitatges principals, 94 estaven ocupats pels seus propietaris, 5 estaven llogats i ocupats pels llogaters i 1 estava cedit a títol gratuït; 4 tenien dues cambres, 7 en tenien tres, 21 en tenien quatre i 69 en tenien cinc o més. 83 habitatges disposaven pel capbaix d'una plaça de pàrquing. A 24 habitatges hi havia un automòbil i a 73 n'hi havia dos o més.

### Piràmide de població
La piràmide de població per edats i sexe el 2009 era:
| Homes | Edats   | Dones |
| ----- | ------- | ----- |
| 0     | 95 o +  | 0     |
| 0     | 90 a 94 | 0     |
| 0     | 85 a 89 | 0     |
| 0     | 80 a 84 | 0     |
| 4     | 75 a 79 | 4     |
| 4     | 70 a 74 | 4     |
| 0     | 65 a 69 | 0     |
| 8     | 60 a 64 | 4     |
| 12    | 55 a 59 | 4     |
| 16    | 50 a 54 | 20    |
| 16    | 45 a 49 | 24    |
| 0     | 40 a 44 | 16    |
| 12    | 35 a 39 | 8     |
| 8     | 30 a 34 | 12    |
| 4     | 25 a 29 | 4     |
| 4     | 20 a 24 | 4     |
| 12    | 15 a 19 | 4     |
| 0     | 10 a 14 | 16    |
| 12    | 5 a 9   | 8     |
| 8     | 0 a 4   | 8     |

## Economia
El 2007 la població en edat de treballar era de 201 persones, 151 eren actives i 50 eren inactives. De les 151 persones actives 142 estaven ocupades (76 homes i 66 dones) i 9 estaven aturades (5 homes i 4 dones). De les 50 persones inactives 21 estaven jubilades, 16 estaven estudiant i 13 estaven classificades com a «altres inactius».

### Ingressos
El 2009 a Mauchamps hi havia 99 unitats fiscals que integraven 289 persones, la mediana anual d'ingressos fiscals per persona era de 29.276 €.

### Activitats econòmiques
Dels 10 establiments que hi havia el 2007, 2 eren d'empreses de construcció, 2 d'empreses de comerç i reparació d'automòbils, 1 d'una empresa de transport, 2 d'empreses d'hostatgeria i restauració, 1 d'una empresa immobiliària, 1 d'una empresa de serveis i 1 d'una empresa classificada com a «altres activitats de serveis».
Dels 2 establiments de servei als particulars que hi havia el 2009, 1 era una fusteria i 1 electricista.
L'únic establiment comercial que hi havia el 2009 era una botiga de material esportiu.
L'any 2000 a Mauchamps hi havia 3 explotacions agrícoles.

## Poblacions més properes
El següent diagrama mostra les poblacions més properes.